# Wijken en buurten in Harderwijk
De Nederlandse gemeente Harderwijk is voor statistische doeleinden onderverdeeld in wijken en buurten. De gemeente is verdeeld in de volgende statistische wijken:
- Wijk 01 Binnenstad (CBS-wijkcode:024301)
- Wijk 02 Waterfront (CBS-wijkcode:024302)
- Wijk 03 Zeebuurt (CBS-wijkcode:024303)
- Wijk 04 Friese Gracht (CBS-wijkcode:024304)
- Wijk 05 Stadsdennen (CBS-wijkcode:024305)
- Sypel (CBS-wijkcode:024306)
- Weiburg (CBS-wijkcode:024307)
- Stadsweiden (CBS-wijkcode:024308)
- Wijk 09 Slingerbos (CBS-wijkcode:024309)
- Wijk 10 Tweelingstad (CBS-wijkcode:024310)
- Frankrijk (CBS-wijkcode:024311)
- Drielanden (CBS-wijkcode:024312)
- Wijk 13 Industriegebied (CBS-wijkcode:024313)
- Wijk 14 Buitengebied Harderwijk (CBS-wijkcode:024314)
- Wijk 15 Hierden (CBS-wijkcode:024315)
- Wijk 16 Buitengebied Hierden (CBS-wijkcode:024316)

Een statistische wijk kan bestaan uit meerdere buurten. Onderstaande tabel geeft de buurtindeling met kentallen volgens het Centraal Bureau voor de Statistiek (2008):
| CBS-buurtcode | Buurtnaam                      | Inwonertal | Opp. totaal (ha) | Opp. land (ha) | Ligging                |
| ------------- | ------------------------------ | ---------- | ---------------- | -------------- | ---------------------- |
| BU02430100    | Binnenstad                     | 2300       | 58               | 57             | Locatie in de gemeente |
| BU02430200    | Waterfront                     | 90         | 46               | 41             | Locatie in de gemeente |
| BU02430300    | Zeebuurt                       | 2450       | 39               | 39             | Locatie in de gemeente |
| BU02430400    | Friese Gracht                  | 1430       | 36               | 36             | Locatie in de gemeente |
| BU02430501    | Stadsdennen-Noord              | 1680       | 40               | 40             | Locatie in de gemeente |
| BU02430502    | Stadsdennen-Midden             | 1770       | 29               | 29             | Locatie in de gemeente |
| BU02430503    | Stadsdennen-Oost               | 610        | 18               | 18             | Locatie in de gemeente |
| BU02430504    | Stadsdennen-Zuidwest           | 1300       | 18               | 18             | Locatie in de gemeente |
| BU02430601    | Wilhelminalaan en omgeving     | 460        | 7                | 7              | Locatie in de gemeente |
| BU02430602    | Parkweg en omgeving            | 90         | 31               | 31             | Locatie in de gemeente |
| BU02430701    | Stationsplein en omgeving      | 240        | 11               | 11             | Locatie in de gemeente |
| BU02430702    | Weiburg                        | 0          | 12               | 12             | Locatie in de gemeente |
| BU02430801    | Centrale zone-Noord            | 810        | 24               | 24             | Locatie in de gemeente |
| BU02430802    | Hanzewaard                     | 590        | 12               | 12             | Locatie in de gemeente |
| BU02430803    | Scheepswaard                   | 1040       | 15               | 15             | Locatie in de gemeente |
| BU02430804    | Stedenwaard                    | 1220       | 19               | 19             | Locatie in de gemeente |
| BU02430805    | Vogelwaard                     | 1290       | 53               | 51             | Locatie in de gemeente |
| BU02430806    | Weidewaard                     | 1680       | 29               | 29             | Locatie in de gemeente |
| BU02430807    | Drift                          | 550        | 6                | 6              | Locatie in de gemeente |
| BU02430808    | Stromenwaard                   | 790        | 11               | 11             | Locatie in de gemeente |
| BU02430900    | Slingerbos                     | 1360       | 44               | 44             | Locatie in de gemeente |
| BU02431001    | Veldkamp                       | 1300       | 39               | 39             | Locatie in de gemeente |
| BU02431002    | Kranenburg en omgeving         | 590        | 23               | 23             | Locatie in de gemeente |
| BU02431003    | Industriegebied 'De Sypel'     | 20         | 11               | 11             | Locatie in de gemeente |
| BU02431004    | Tinnegieter                    | 1200       | 20               | 20             | Locatie in de gemeente |
| BU02431005    | De Wittenhagen-Noord           | 2010       | 33               | 33             | Locatie in de gemeente |
| BU02431006    | De Wittenhagen-Zuid            | 1500       | 22               | 22             | Locatie in de gemeente |
| BU02431101    | Glindweg                       | 200        | 39               | 39             | Locatie in de gemeente |
| BU02431102    | Broekland                      | 1340       | 27               | 27             | Locatie in de gemeente |
| BU02431103    | De Akker                       | 1280       | 33               | 33             | Locatie in de gemeente |
| BU02431104    | Walstein                       | 860        | 23               | 23             | Locatie in de gemeente |
| BU02431105    | Overgangszone landelijk gebied | 30         | 21               | 21             | Locatie in de gemeente |
| BU02431201    | Drielanden-Noord               | 0          | 9                | 9              | Locatie in de gemeente |
| BU02431202    | Muziekland I                   | 1280       | 20               | 18             | Locatie in de gemeente |
| BU02431203    | Muziekland II                  | 670        | 16               | 15             | Locatie in de gemeente |
| BU02431204    | Muziekland III                 | 1070       | 14               | 14             | Locatie in de gemeente |
| BU02431205    | Muziekland IV                  | 1340       | 21               | 21             | Locatie in de gemeente |
| BU02431206    | Drielanden-Centrum             | 1110       | 16               | 15             | Locatie in de gemeente |
| BU02431207    | Harderhout I                   | 1190       | 16               | 16             | Locatie in de gemeente |
| BU02431208    | Harderhout II                  | 20         | 32               | 32             | Locatie in de gemeente |
| BU02431209    | Drielanden-West                | 0          | 70               | 70             | Locatie in de gemeente |
| BU02431210    | Groene Zoom                    | 90         | 58               | 58             | Locatie in de gemeente |
| BU02431211    | Bedrijvenpark Tonsel           | 0          | 17               | 17             | Locatie in de gemeente |
| BU02431212    | Drielanden-Oost                | 60         | 20               | 20             | Locatie in de gemeente |
| BU02431301    | Lorentz                        | 60         | 127              | 125            | Locatie in de gemeente |
| BU02431302    | Uitbreiding Lorentz            | 0          | 43               | 43             | Locatie in de gemeente |
| BU02431303    | Regionaal Bedrijventerrein     | 10         | 64               | 64             | Locatie in de gemeente |
| BU02431401    | Recreatiegebied Harderwijk     | 260        | 58               | 58             | Locatie in de gemeente |
| BU02431402    | Sonnevanck                     | 210        | 26               | 26             | Locatie in de gemeente |
| BU02431403    | Bosgebied                      | 210        | 1490             | 1490           | Locatie in de gemeente |
| BU02431500    | Hierden                        | 1350       | 95               | 95             | Locatie in de gemeente |
| BU02431601    | Buitengebied Noord             | 130        | 322              | 319            | Locatie in de gemeente |
| BU02431602    | Buitengebied Zuid              | 540        | 313              | 313            | Locatie in de gemeente |
| BU02431603    | Gebied 'de Duinen'             | 430        | 136              | 136            | Locatie in de gemeente |
| BU02431604    | Recreatiegebied                | 260        | 30               | 30             | Locatie in de gemeente |